# Supercopa de España
La Supercopa de España es una competición oficial de fútbol organizada por la Real Federación Española de Fútbol, disputada a partir de 1982 y que desde 2020 enfrenta a los dos primeros clasificados de la Liga de Primera División y a los dos finalistas de la Copa del Rey de la temporada anterior. El precedente oficial inmediato fue la denominada Copa Eva Duarte, organizada por la Real Federación Española de Fútbol entre 1947 y 1953. El ganador es considerado el supercampeón de España. 
Desde 1994 y hasta 2018 el trofeo se disputó anualmente a finales de agosto y supuso, junto con la Supercopa de la UEFA, el inicio oficial de la temporada futbolística en España. Se han disputado 41 ediciones de la competición (no se disputaron las ediciones de 1986 y 1987). 
Hasta la edición de 1995 si un equipo lograba los títulos de Liga y Copa, directamente se adjudicaba la Supercopa; sin embargo, de 1996 a 2019, si un equipo hacía doblete, el título de la Supercopa lo disputaba frente al subcampeón de Copa.
A lo largo de su historia han participado en la competición trece clubes y solo diez han logrado el título.
El Fútbol Club Barcelona es el vigente campeón tras vencer al Real Madrid Club de Fútbol en la edición celebrada en Yeda en 2025. El Barcelona es el más laureado con quince títulos, seguido de los trece del Real Madrid Club de Fútbol y los tres del mencionado Athletic Club y del Real Club Deportivo de La Coruña; este último es el único equipo en ganar todas las ediciones que ha disputado.
Lionel Messi es el máximo goleador histórico de la competición y el jugador más laureado, con ocho títulos.

## Sistema de competición

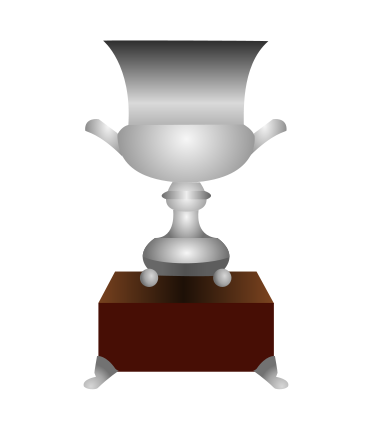
Trofeo entregado al ganador del torneo.

La Supercopa se disputa desde 2020 a modo de eliminatoria con semifinales y final entre los dos equipos finalistas de la Copa del Rey y los dos mejores clasificados del Campeonato de Liga. En caso de que algún equipo copase plaza en ambas competiciones, accederá a la Supercopa el o los mejor clasificados del Campeonato de Liga que no hayan disputado la final de la Copa del Rey. El campeón de copa se enfrenta al subcampeón de liga, y el campeón de liga se enfrenta al subcampeón de copa, con la excepción si deben participar los mejores clasificados de liga, en cuyo caso los partidos se deciden mediante sorteo.
Anteriormente se jugó desde sus inicios por eliminación directa a doble partido (excepto en 2018, que se disputó a partido único en territorio neutral): el primer encuentro en el estadio del campeón de Copa y el partido de vuelta en el feudo del campeón de Liga. Las únicas ediciones en las que el orden de los partidos se invirtieron han sido las de 1983, 1988 y 1992. El equipo que lograba mayor diferencia de goles en ambos encuentros se proclamaba campeón del torneo. En caso de empate, los goles anotados en campo contrario tenían mayor valor y generaban así un punto a favor del equipo visitante. Si aun así persistía el empate, se disputaba una prórroga y, en última instancia, el título se decidía mediante lanzamientos de penalti.

## Precedentes
El historiador futbolístico Bernardo Salazar aclara que el proyecto de que los vencedores del Campeonato Nacional de Liga y Campeonato de España de Copa se enfrentasen en un partido al finalizar cada temporada fue aprobado por la Real Federación Española de Fútbol en la asamblea de 1936, presidida por Leopoldo García Durán, pero no pudo llevarse a cabo por el estallido de la Guerra Civil. El Athletic Club (campeón de la Liga 1935-36) y el Madrid Foot-Ball Club (campeón de la Copa 1936) habrían sido los dos clubes a disputar el nuevo trofeo. La vieja idea resucitó al finalizar la temporada 1939-40, con la guerra ya concluida. Así, la actual Supercopa de España tiene sus antecedentes históricos en las siguientes competiciones:
- La Copa de los Campeones (1940), primer precedente conocido, de oficialidad discutida[cita requerida], que enfrentó al campeón de Liga y Copa. Entregó el trofeo el presidente de la Federación Centro y la conquistó el Club Atlético de Madrid.

- La Copa Presidente Federación Española de Fútbol (1941), competición oficial organizada por la Real Federación Española de Fútbol que se jugó en formato de liguilla entre campeones de Liga y Copa y los dos mejores clasificados en Liga después del campeón. Por dificultades organizativas empezó a jugarse en 1941, pero no concluyó hasta 1947. También ganó este título el Club Atlético de Madrid.

- La Copa de oro "Argentina" (1945-46), organizada por la Federación Catalana como competición benéfica que enfrentaba al campeón de Liga y Copa. El campeón fue el F.C. Barcelona.

- La Copa Eva Duarte (1946-47,1952-53), organizada por la Real Federación Española de Fútbol y precedente oficial inmediato del actual formato, que enfrentaba al campeón de Liga y Copa. El F. C. Barcelona ganó tres títulos y el Valencia F. C., Club Atlético de Madrid, Real Madrid C. F. y Athletic Club conquistaron un título cada uno.

Todos estos torneos enfrentaban a los campeones del Campeonato de liga de España y de la Copa de España —entonces Campeonato de España-Copa del Generalísimo—.

## Historia
En julio de 1982 la asamblea de la Real Federación Española de Fútbol, a propuesta del entonces presidente del F. C. Barcelona, José Luis Núñez, aprobó la creación de una Supercopa que enfrentase anualmente a los campeones de Liga y Copa, ya que no se celebraba dicho evento de la RFEF desde hacía casi treinta años (la edición de 1953 de la Copa Eva Duarte).
En sus inicios el torneo se disputaba a mitad de la temporada. La dificultad de encontrar fechas libres en el calendario obligó a suspender algunas ediciones, como en 1986 y 1987. Tampoco hubo final en 1984 y 1989, ya que el campeón de Liga y Copa en esas temporadas fue el mismo equipo y se le adjudicó el título automáticamente.
Para potenciar el torneo, a partir de la edición de 1994 la Federación decidió adelantar la Supercopa en el calendario y la situó entre el final de la pretemporada y el inicio del campeonato de Liga.
Asimismo, en 1996, la Federación Española acordó que, en el caso de que un equipo hubiese logrado el doblete, el título de la Supercopa lo disputarían el campeón de Liga frente al subcampeón de Copa. Esta situación se ha producido en las ediciones de 1996, 1998, 2009, 2015, 2016 y 2018.
En junio de 2012 la Federación anunció un acuerdo con la empresa gestora del Estadio Nacional de Pekín, en China, para celebrar en él cinco de las siguientes siete ediciones de la Supercopa, a partido único, a partir de 2013, pero tanto Real Madrid Club de Fútbol como Fútbol Club Barcelona mostraron su negativa al acuerdo en una reunión entre clubes y estamento y finalmente no se firmó. Sin embargo, en 2018 sí pasó a disputarse por primera vez fuera de España y a partido único. Disputado el 12 de agosto entre el Sevilla F. C. y el F. C. Barcelona en el stade Ibn Battouta de Tánger (Marruecos) fue además la primera edición en la que se estrenó el VAR (sistema de videoarbitraje) en un partido oficial en España.
La edición de la temporada 2019-20, además de jugarse nuevamente fuera de España —un acuerdo para los siguientes tres años— se celebró por primera vez en formato final four y se abandonó el verano.
En junio de 2021 se anunció la prórroga del acuerdo con Arabia Saudí por 10 años para seguir disputando la Supercopa allí hasta al menos 2029.

## Historial de finales
Historial de finales. Indicado el resultado global tras computar los dos partidos de cada final.
| Temporada | Campeón                                                                          | Resultado                                                                        | Subcampeón                                                                       | Nota(s)                                                                           |                                                                                  |
| --------- | -------------------------------------------------------------------------------- | -------------------------------------------------------------------------------- | -------------------------------------------------------------------------------- | --------------------------------------------------------------------------------- | -------------------------------------------------------------------------------- |
| 1982-83   | (L) Real Sociedad (1)                                                            | 4 - 1                                                                            | (C) Real Madrid C. F.                                                            | Creación a semejanza de la Copa Eva Duarte. Formato de final a doble partido      |                                                                                  |
| 1983-84   | (C) F. C. Barcelona                                                              | 3 - 2                                                                            | (L) Athletic Club                                                                |                                                                                   |                                                                                  |
| 1984-85   | (D) Athletic Club                                                                | –                                                                                | –                                                                                | Campeonato automático, al ganar Copa y Liga (doblete).                            |                                                                                  |
| 1985-86   | (C) Atlético de Madrid                                                           | 3 - 2                                                                            | (L) F. C. Barcelona                                                              |                                                                                   |                                                                                  |
| 1986-87   | No disputada. Real Madrid C. F. y Real Zaragoza no llegaron a acuerdo de fechas. | No disputada. Real Madrid C. F. y Real Zaragoza no llegaron a acuerdo de fechas. | No disputada. Real Madrid C. F. y Real Zaragoza no llegaron a acuerdo de fechas. | No disputada. Real Madrid C. F. y Real Zaragoza no llegaron a acuerdo de fechas.  | No disputada. Real Madrid C. F. y Real Zaragoza no llegaron a acuerdo de fechas. |
| 1987-88   | No disputada. Real Madrid C. F. y Real Sociedad no llegaron a acuerdo de fechas. | No disputada. Real Madrid C. F. y Real Sociedad no llegaron a acuerdo de fechas. | No disputada. Real Madrid C. F. y Real Sociedad no llegaron a acuerdo de fechas. | No disputada. Real Madrid C. F. y Real Sociedad no llegaron a acuerdo de fechas.  | No disputada. Real Madrid C. F. y Real Sociedad no llegaron a acuerdo de fechas. |
| 1988-89   | (L) Real Madrid C. F.                                                            | 3 - 2                                                                            | (C) F. C. Barcelona                                                              |                                                                                   |                                                                                  |
| 1989-90   | (D) Real Madrid C. F.                                                            | –                                                                                | –                                                                                | Campeonato automático, al ganar Copa y Liga (doblete).                            |                                                                                  |
| 1990-91   | (L) Real Madrid C. F.                                                            | 5 - 1                                                                            | (C) F. C. Barcelona                                                              |                                                                                   |                                                                                  |
| 1991-92   | (L) F. C. Barcelona                                                              | 2 - 1                                                                            | (C) Atlético de Madrid                                                           |                                                                                   |                                                                                  |
| 1992-93   | (L) F. C. Barcelona                                                              | 5 - 2                                                                            | (C) Atlético de Madrid                                                           |                                                                                   |                                                                                  |
| 1993-94   | (C) Real Madrid C. F.                                                            | 4 - 2                                                                            | (L) F. C. Barcelona                                                              |                                                                                   |                                                                                  |
| 1994-95   | (L) F. C. Barcelona                                                              | 6 - 5                                                                            | (C) Real Zaragoza                                                                |                                                                                   |                                                                                  |
| 1995-96   | (C) R. C. D. La Coruña                                                           | 5 - 1                                                                            | (L) Real Madrid C. F.                                                            |                                                                                   |                                                                                  |
| 1996-97   | (S) F. C. Barcelona                                                              | 6 - 5                                                                            | (D) Atlético de Madrid                                                           | Revocado título automático (doblete), accede a final el subcampeón de Copa.       |                                                                                  |
| 1997-98   | (L) Real Madrid C. F.                                                            | 5 - 3                                                                            | (C) F. C. Barcelona                                                              |                                                                                   |                                                                                  |
| 1998-99   | (S) R. C. D. Mallorca (1)                                                        | 3 - 1                                                                            | (D) F. C. Barcelona                                                              |                                                                                   |                                                                                  |
| 1999-00   | (C) Valencia C. F. (1)                                                           | 4 - 3                                                                            | (L) F. C. Barcelona                                                              |                                                                                   |                                                                                  |
| 2000-01   | (L) R. C. D. La Coruña                                                           | 2 - 0                                                                            | (C) R. C. D. Espanyol                                                            |                                                                                   |                                                                                  |
| 2001-02   | (L) Real Madrid C. F.                                                            | 4 - 1                                                                            | (C) Real Zaragoza                                                                |                                                                                   |                                                                                  |
| 2002-03   | (C) R. C. D. La Coruña (3)                                                       | 4 - 0                                                                            | (L) Valencia C. F.                                                               |                                                                                   |                                                                                  |
| 2003-04   | (L) Real Madrid C. F.                                                            | 4 - 2                                                                            | (C) R. C. D. Mallorca                                                            |                                                                                   |                                                                                  |
| 2004-05   | (C) Real Zaragoza (1)                                                            | 3 - 2                                                                            | (L) Valencia C. F.                                                               |                                                                                   |                                                                                  |
| 2005-06   | (L) F. C. Barcelona                                                              | 4 - 2                                                                            | (C) Real Betis Balompié                                                          |                                                                                   |                                                                                  |
| 2006-07   | (L) F. C. Barcelona                                                              | 4 - 0                                                                            | (C) R. C. D. Espanyol                                                            | Primera final entre clubes de la misma Comunidad Autónoma.                        |                                                                                  |
| 2007-08   | (C) Sevilla F. C. (1)                                                            | 6 - 3                                                                            | (L) Real Madrid C. F.                                                            |                                                                                   |                                                                                  |
| 2008-09   | (L) Real Madrid C. F.                                                            | 6 - 5                                                                            | (C) Valencia C. F.                                                               |                                                                                   |                                                                                  |
| 2009-10   | (D) F. C. Barcelona                                                              | 5 - 1                                                                            | (S) Athletic Club                                                                |                                                                                   |                                                                                  |
| 2010-11   | (L) F. C. Barcelona                                                              | 5 - 3                                                                            | (C) Sevilla F. C.                                                                |                                                                                   |                                                                                  |
| 2011-12   | (L) F. C. Barcelona                                                              | 5 - 4                                                                            | (C) Real Madrid C. F.                                                            |                                                                                   |                                                                                  |
| 2012-13   | (L) Real Madrid C. F.                                                            | 4 - 4 (vis.)                                                                     | (C) F. C. Barcelona                                                              | Primera final decidida por regla del gol de visitante.                            |                                                                                  |
| 2013-14   | (L) F. C. Barcelona                                                              | 1 - 1 (vis.)                                                                     | (C) Atlético de Madrid                                                           |                                                                                   |                                                                                  |
| 2014-15   | (L) Atlético de Madrid (2)                                                       | 2 - 1                                                                            | (C) Real Madrid C. F.                                                            |                                                                                   |                                                                                  |
| 2015-16   | (S) Athletic Club                                                                | 5 - 1                                                                            | (D) F. C. Barcelona                                                              |                                                                                   |                                                                                  |
| 2016-17   | (D) F. C. Barcelona                                                              | 5 - 0                                                                            | (S) Sevilla F. C.                                                                |                                                                                   |                                                                                  |
| 2017-18   | (L) Real Madrid C. F.                                                            | 5 - 1                                                                            | (C) F. C. Barcelona                                                              |                                                                                   |                                                                                  |
| 2018-19   | (D) F. C. Barcelona                                                              | 2 - 1                                                                            | (S) Sevilla F. C.                                                                | Primera edición fuera de España. Establecida final a partido único.               |                                                                                  |
| 2019-20   | (M) Real Madrid C. F.                                                            | 0 - 0 (4 - 1 pen.)                                                               | (M) Atlético de Madrid                                                           | Nuevo formato de 4 equipos. Nueva fecha de disputa y sede fija en Arabia Saudita. |                                                                                  |
| 2020-21   | (S) Athletic Club (3)                                                            | 3 - 2 (pró.)                                                                     | (M) F. C. Barcelona                                                              |                                                                                   |                                                                                  |
| 2021-22   | (M) Real Madrid C. F.                                                            | 2 - 0                                                                            | (S) Athletic Club                                                                |                                                                                   |                                                                                  |
| 2022-23   | (M) F. C. Barcelona                                                              | 3 - 1                                                                            | (L) Real Madrid C. F.                                                            |                                                                                   |                                                                                  |
| 2023-24   | (C) Real Madrid C. F. (13)                                                       | 4 - 1                                                                            | (L) F. C. Barcelona                                                              |                                                                                   |                                                                                  |
| 2024-25   | (M) F. C. Barcelona (15)                                                         | 5 - 2                                                                            | (L) Real Madrid C. F.                                                            |                                                                                   |                                                                                  |

Leyenda: (L)= Accede como campeón de Liga; (C)= Accede como campeón de Copa; (D)= Accede como campeón del Doblete Liga-Copa y accede su rival como (S) Subcampeón de Copa; (M)= Mejor/es clasificado/s de Liga que no disputa/n la final de Copa.
Nota: vis. = Regla del gol de visitante.

## Palmarés
* Nota: solo se contabilizan las ediciones oficiales del torneo.
| Equipo                       | Títulos | Subcampeón | Años campeonatos                                                                         |
| ---------------------------- | ------- | ---------- | ---------------------------------------------------------------------------------------- |
| F. C. Barcelona              | 15      | 12         | 1983, 1991, 1992, 1994, 1996, 2005, 2006, 2009, 2010, 2011, 2013, 2016, 2018, 2023, 2025 |
| Real Madrid C. F.            | 13      | 7          | 1988, 1989, 1990, 1993, 1997, 2001, 2003, 2008, 2012, 2017, 2020, 2022, 2024             |
| Athletic Club                | 3       | 3          | 1984, 2015, 2021                                                                         |
| R. C. Deportivo de La Coruña | 3       | -          | 1995, 2000, 2002                                                                         |
| Atlético de Madrid           | 2       | 5          | 1985, 2014                                                                               |
| Valencia C. F.               | 1       | 3          | 1999                                                                                     |
| Sevilla F. C.                | 1       | 3          | 2007                                                                                     |
| Real Zaragoza                | 1       | 2          | 2004                                                                                     |
| R. C. D. Mallorca            | 1       | 1          | 1998                                                                                     |
| Real Sociedad                | 1       | -          | 1982                                                                                     |
| R. C. D. Espanyol            | -       | 2          |                                                                                          |
| Real Betis Balompié          | -       | 1          |                                                                                          |

## Estadísticas
Para un completo resumen estadístico véase Estadísticas de la Supercopa de España.

### Tabla histórica de rendimiento
A efectos comparativos únicamente se incluyen los datos del vigente formato de Supercopa de España y se excluyen los precedentes. En dicha clasificación el Fútbol Club Barcelona es quien lidera la clasificación con sus veintinueve apariciones en las que ha sumado 53 puntos, trece por encima del segundo clasificado, el Real Madrid Club de Fútbol, a su vez veintisiete por encima del tercero, el Club Atlético de Madrid.
Nota: Sistema de puntuación histórico de 2 puntos por victoria. En negrilla equipos con participación en la edición presente.
| Pos. | Club                | Temp. | Puntos | PJ | PG | PE | PP | GF | GC | Dif. | Pts. x3 |  | Títulos | (Sub.) |
| ---- | ------------------- | ----- | ------ | -- | -- | -- | -- | -- | -- | ---- | ------- |  | ------- | ------ |
| 1    | F. C. Barcelona     | 28    | 53     | 53 | 22 | 9  | 22 | 88 | 85 | +3   | 75      |  | 15      | 12     |
| 2    | Real Madrid C. F.   | 20    | 40     | 37 | 17 | 6  | 14 | 70 | 56 | +14  | 57      |  | 13      | 7      |
| 3    | Atlético de Madrid  | 9     | 13     | 16 | 4  | 5  | 7  | 21 | 26 | -5   | 17      |  | 2       | 5      |
| 4    | R. C. D. La Coruña  | 3     | 11     | 6  | 5  | 1  | 0  | 11 | 1  | +10  | 16      |  | 3       | -      |
| =    | Athletic Club       | 6     | 11     | 10 | 5  | 1  | 4  | 15 | 15 | 0    | 16      |  | 3       | 3      |
| 6    | Valencia C. F.      | 6     | 8      | 10 | 3  | 2  | 5  | 13 | 20 | -7   | 11      |  | 1       | 3      |
| 7    | R. C. D. Mallorca   | 2     | 6      | 4  | 3  | 0  | 1  | 5  | 5  | 0    | 9       |  | 1       | 1      |
| =    | Sevilla F. C.       | 4     | 6      | 7  | 3  | 0  | 4  | 10 | 15 | -5   | 9       |  | 1       | 3      |
| 9    | Real Zaragoza       | 3     | 5      | 6  | 2  | 1  | 3  | 9  | 12 | -3   | 7       |  | 1       | 2      |
| 10   | Real Sociedad de F. | 2     | 3      | 3  | 1  | 1  | 1  | 5  | 2  | +3   | 4       |  | 1       | -      |
| 11   | Real Betis Balompié | 2     | 3      | 3  | 1  | 1  | 1  | 4  | 6  | -2   | 4       |  | -       | 1      |
| 12   | R. C. D. Espanyol   | 2     | 1      | 4  | 0  | 1  | 3  | 0  | 6  | -6   | 1       |  | -       | 2      |
| 13   | C. A. Osasuna       | 1     | 0      | 1  | 0  | 0  | 1  | 0  | 2  | -2   | 0       |  | -       | -      |

### Tabla histórica de goleadores
Para un completo detalle véase Máximos goleadores de la Supercopa de España.
Nota: En negrita jugadores activos en España.
| Pos. | Jugador            | G. | P. J. | Prom. |  | Club debut              | Otros clubes                                |
| 1    | Lionel Messi       | 14 | 20    | 0.70  |  | F. C. Barcelona         |                                             |
| 2    | Raúl González      | 7  | 12    | 0.58  |  | Real Madrid C. F.       |                                             |
| =    | Karim Benzema      | 7  | 13    | 0.54  |  | Real Madrid C. F.       |                                             |
| 4    | Hristo Stoichkov   | 6  | 10    | 0.60  |  | F. C. Barcelona         |                                             |
| =    | Txiki Begiristain  | 6  | 12    | 0.50  |  | Real Sociedad de Fútbol | F. C. Barcelona (5), R. C. D. La Coruña (1) |
| 6    | Frédéric Kanouté   | 5  | 2     | 2.50  |  | Sevilla F. C.           |                                             |
| =    | Robert Lewandowski | 5  | 6     | 0.83  |  | F. C. Barcelona         |                                             |
| 8    | Aritz Aduriz       | 4  | 2     | 2.00  |  | Athletic Club           |                                             |
| =    | Antoine Griezmann  | 4  | 6     | 0.67  |  | Atlético de Madrid (1)  | F. C. Barcelona (3)                         |
| =    | Cristiano Ronaldo  | 4  | 7     | 0.57  |  | Real Madrid C. F.       |                                             |
| =    | Vinícius Júnior    | 4  | 10    | 0.40  |  | Real Madrid C. F.       |                                             |
| =    | José Mari Bakero   | 4  | 11    | 0.36  |  | Real Sociedad           | F. C. Barcelona (4)                         |
| =    | Xavi Hernández     | 4  | 14    | 0.29  |  | F. C. Barcelona         |                                             |

Datos actualizados al último partido jugado el 12 de enero de 2025.

### Tabla histórica de entrenadores
En la tabla se muestran los entrenadores con más participaciones en la Supercopa.
Nota: En negrita entrenadores activos en España.
| Pos | Entrenador       | Temp. | PJ | PG | PE | PP | Puntos | Títulos | Clubes                                            |
| --- | ---------------- | ----- | -- | -- | -- | -- | ------ | ------- | ------------------------------------------------- |
| 1   | Johan Cruyff     | 6     | 12 | 5  | 2  | 5  | 12     | 3       | F. C. Barcelona                                   |
| 2   | Carlo Ancelotti  | 5     | 10 | 5  | 2  | 3  | 12     | 2       | Real Madrid C. F.                                 |
| 3   | Ernesto Valverde | 6     | 9  | 2  | 1  | 6  | 5      | 2       | R. C. D. Espanyol, Athletic Club, F. C. Barcelona |
| =   | Diego Simeone    | 5     | 8  | 2  | 4  | 2  | 8      | 1       | Atlético de Madrid                                |
| 5   | Pep Guardiola    | 3     | 6  | 4  | 1  | 1  | 9      | 3       | F. C. Barcelona                                   |
| =   | Luis Aragonés    | 3     | 6  | 1  | 1  | 4  | 3      | 1       | Atlético de Madrid                                |
| =   | Louis van Gaal   | 3     | 6  | 1  | 1  | 4  | 3      | 1       | F. C. Barcelona                                   |
| 8   | Zinedine Zidane  | 3     | 5  | 3  | 1  | 1  | 7      | 2       | Real Madrid C. F.                                 |
| =   | Xavi Hernández   | 3     | 5  | 2  | 1  | 2  | 5      | 1       | F. C. Barcelona                                   |

Datos actualizados al último partido jugado el 12 de enero de 2025.

### Datos estadísticos
- En 24 ediciones el vencedor ha sido el campeón de liga (en 5 también había sido campeón de copa), y en 13 el campeón (9) o el subcampeón de copa (4). En las cuatro restantes lo fue uno de los equipos que acudió como mejor clasificado del Campeonato de Liga sin presencia en la final de Copa tras cambiarse el formato a una final four.
- El F. C. Barcelona es el club con más participaciones (29 ediciones de las 41 que se han disputado) y más partidos disputados (55) en la competición, y también el club que la ha ganado en más ocasiones (15), así como el que más veces la ha perdido (12).[37]
- El R.C.D. La Coruña es el club con un mejor promedio (88,8 %). Ha ganado todas las ediciones que ha disputado (3) y no ha perdido ningún partido de los seis que ha disputado (5 victorias y un empate).[37]
- Lionel Messi es el jugador con más participaciones en la competición con trece ediciones, en las que disputó 20 partidos. En ellas logró el título en ocho ocasiones, todas las marcas como mejores registros del torneo.[37]
- Johan Cruyff es el entrenador que ha participado en más ediciones de la Supercopa, seis, y el que más partidos dirigió con doce.[37] Es así mismo el entrenador más laureado con tres títulos, registro que igualó posteriormente Pep Guardiola.[37] Héctor Cúper y Javier Irureta son los entrenadores que han disputado más de una edición y ostentan un mejor promedio de victorias (83,3 %). En dos ediciones (Héctor Cúper en 1998 y 1999, y Javier Irureta en 2000 y 2002) consiguieron tres victorias y un empate.[37]